# Nuxco
Nuxco es una localidad del estado mexicano de Guerrero. Es parte del municipio de Técpan de Galeana.

## Toponimia
El nombre «Nuxco» proviene de los términos en náhuatl: nochtli, tuna; co, lugar. Su significado es «lugar de tunas».

## Demografía
| Gráfica de evolución demográfica |
|                                  |

| Censo | Población |
| ----- | --------- |
| 1900  | 600       |
| 1910  | 341       |
| 1921  | 303       |
| 1930  | 269       |
| 1940  | 573       |
| 1950  | 1 346     |
| 1960  | 1 463     |
| 1970  | 2 296     |
| 1980  | 1 975     |
| 1990  | 2 359     |
| 2000  | 2 069     |
| 2010  | 1 993     |
| 2020  | 2 033     |